# Friederike Belcher
Friederike Belcher (* 6. März 1982 in Berlin; geb. Ziegelmayer) ist eine deutsche Seglerin in der 470er-Klasse, 2012 konnte sie sich für die Olympischen Sommerspiele 2012 in London qualifizieren.

## Leben
Friederike Belcher hat ihr Studium der Soziologie mit dem Staatsexamen abgeschlossen. Sie startet für den Norddeutschen Regatta Verein und wird seit 2012 von Ruslana Taran trainiert. Belcher stammt aus einer erfolgreichen Seglerfamilie. Ihr Großvater Rolf Mulka nahm als Segler an Olympischen Spielen teil, ebenso ihr Mann Mathew Belcher. Der Vater Sebastian Zigelmayer verpasste als Partner von Willi Kuhweide beim Olympiaboykott 1980 eine Olympiateilnahme. Zunächst segelte sie in der Klasse Optimist, dann in der Filius-Klasse und der 420er Jolle, gewann dort 2000 mit ihrem Bruder Ferdinand Ziegelmayer Silber bei den Deutschen Meisterschaften, 2003 und 2004 Silbermedaillen bei den Juniorenweltmeisterschaften und 2003 Bronze bei den Junioreneuropameisterschaften. Nach dem Abitur leistete Belcher ein Freiwilliges Soziales Jahr in Argentinien und ging danach nach Australien. Dort nahm sie das Angebot an, bei Trainer Wiktor Kowalenko zu lernen.
Ende 2006 wurde Steuerfrau Kathrin Kadelbach Partnerin Belchers. Belchers Großvater gewann gemeinsam mit Kadelbachs Vater Achim Kadelbach bei den Olympischen Sommerspielen 1960 in Rom eine Bronzemedaille im Segeln. Erfolge stellten sich schnell ein, so gewannen Kadelbach/Belcher die Australischen Meisterschaften und die Sydney International Regatta. Bei den Europameisterschaften 2007 in Thessaloniki wurden sie 15. Der Versuch, bei internationalen Meisterschaften zu starten, scheiterte jedoch zunächst am australischen Verband, der Belcher nicht freigeben wollte. Der Streit ging bis vor den Court of Arbitration in Lausanne, doch vor den Weltmeisterschaften 2007 setzte der australische Verband eine Sperre durch. Diese konnte sechs Monate vor den Olympischen Sommerspielen 2008 in Peking aufgehoben werden, doch hatte das Team nun keine Chance mehr zur Qualifikation, obwohl sie bei den Weltmeisterschaften in Melbourne als Zehntplatzierte die Top Ten erreichten. 2009 wurden Kadelbach/Belcher Deutsche Meister. Anschließend widmeten sich beide ihren Studien und schlossen diese bis 2010 ab. In Melbourne gewann sie nach ihrer Rückkehr einen Weltcup. Bei ihren nächsten Weltmeisterschaften 2010 in Den Haag wurden sie 14., bei den Europameisterschaften 2011 in Helsinki 15. und bei den Weltmeisterschaften des Jahres in Perth 28. Trotz der vergleichsweise mittelmäßigen Platzierung konnte sich das Duo mit dem Ergebnis für die Olympischen Sommerspiele 2012 in London qualifizieren. In Travemünde gewannen sie zudem die Internationalen Deutschen Meisterschaften. Besser lief es für Kadelbach/Belcher wieder bei den Weltmeisterschaften 2012 in Barcelona, wo sie den 12. Platz erreichten.
Anfang Oktober 2012 trennte sich das Team Kadelbach/Belcher.